# Callimenus multituberculatus
Callimenus multituberculatus är en insektsart som först beskrevs av Fischer von Waldheim 1833.  Callimenus multituberculatus ingår i släktet Callimenus och familjen vårtbitare. Inga underarter finns listade i Catalogue of Life.